# Cordillera Volcánica (Peru)

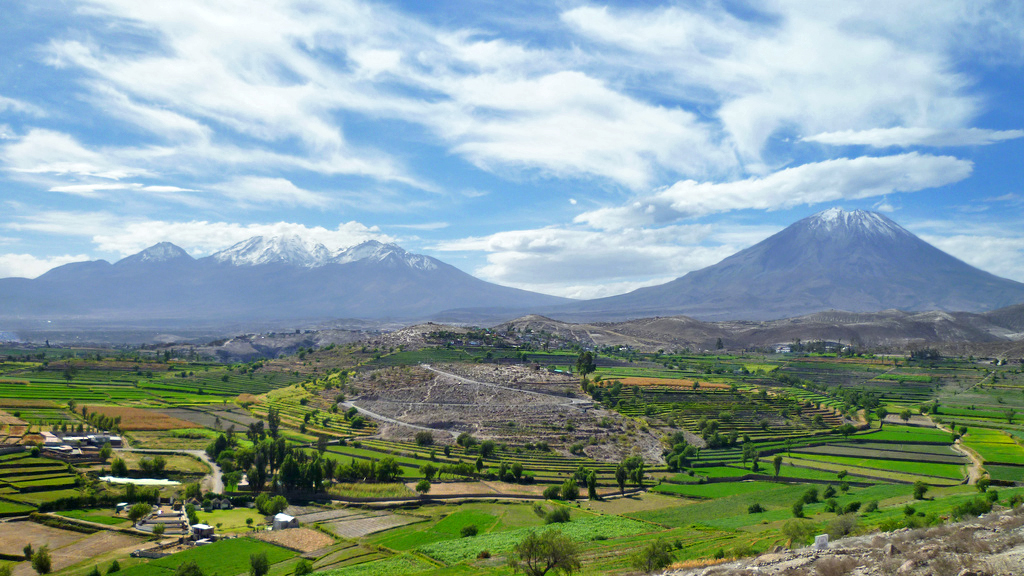
Vulkane Chachani und Misti

Die peruanische Cordillera Volcánica ist eine Kette imposanter Vulkane, die im Süden Perus liegt und Teil der westlichen Andenkordillere ist. Sie erstreckt sich parallel zur Pazifikküste vom Süden der Region Ayacucho durch die Regionen Arequipa, Moquegua und Tacna bis zur chilenischen Grenze.

## Geologie
Alle Vulkane sind im Pliozän (spätes Tertiär) oder im Quartär entstanden und weisen Hochgebirgscharakter auf. Der Vulkanismus ist auf die Subduktion der Nazcaplatte unter die Südamerikanische Platte zurückzuführen. Im Gegensatz zum Norden und Zentrum Perus taucht im Süden des Landes die Nazcaplatte so steil ab, dass sie aufgeschmolzen werden kann. Dies erklärt das Fehlen von Vulkanen im nördlichen und zentralen Bereich Perus.
Die Vulkane Perus sind in ihrer großen Mehrheit Stratovulkane. Die am meisten vorkommenden vulkanischen Gesteine sind der Andesit und der Dacit. Es existieren aber auch sehr junge Schlackenkegel, vor allem im Bereich des Valle de los Volcanes, das im Norden des Coropuna liegt.

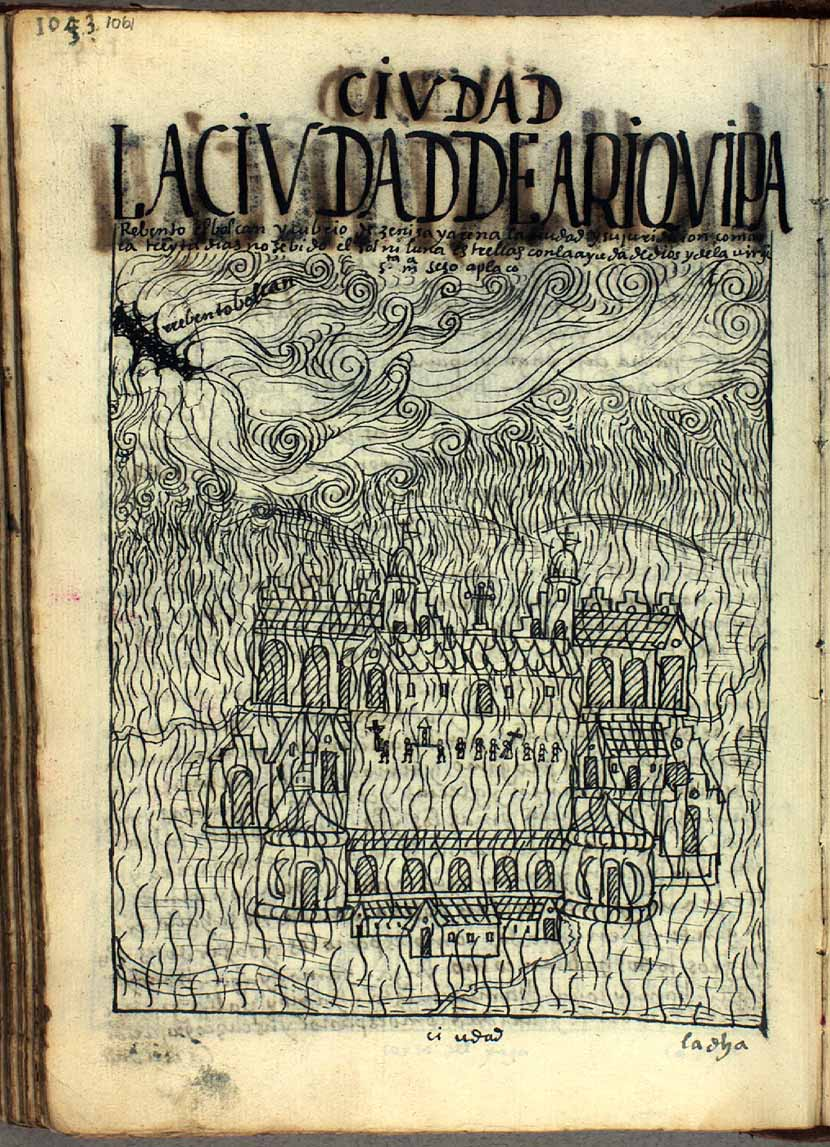
Die Stadt Arequipa unter Ascheregen (1600)

Im 21. Jahrhundert aktiv waren die Vulkane Sabancaya und Ubinas. Der verheerendste Vulkanausbruch in historischer Zeit war jener des Vulkans Huaynaputina, welcher am 19. Februar 1600 explodierte. Gemäß den Ausführungen des Chronisten Guaman Poma de Ayala verdunkelte ein Ascheregen die Stadt Arequipa 30 Tage lang.

## Übersicht über die wichtigsten Vulkane Perus
| Name des Vulkans | Höhe   | Koordinaten                  | Letzter Ausbruch |
| ---------------- | ------ | ---------------------------- | ---------------- |
| Coropuna         | 6425 m | 15° 31′ 13″ S, 72° 39′ 26″ W | Holozän          |
| Ampato           | 6288 m | 15° 49′ 14″ S, 71° 52′ 48″ W | ?                |
| Solimana         | 6093 m | 15° 24′ 27″ S, 72° 53′ 29″ W | ?                |
| Chachani         | 6075 m | 16° 11′ 39″ S, 71° 31′ 55″ W | ?                |
| Hualca Hualca    | 6025 m | 15° 43′ 15″ S, 71° 51′ 33″ W | ?                |
| Sabancaya        | 5976 m | 15° 47′ 12″ S, 71° 51′ 27″ W | 2016             |
| Misti            | 5825 m | 16° 17′ 50″ S, 71° 24′ 39″ W | 1787             |
| Tutupaca         | 5780 m | 17° 1′ 34″ S, 70° 22′ 17″ W  | 1902             |
| Barroso          | 5741 m | 17° 33′ 18″ S, 69° 52′ 14″ W | ?                |
| Ubinas           | 5672 m | 16° 20′ 59″ S, 70° 53′ 47″ W | 2009             |
| Pichu Pichu      | 5664 m | 16° 26′ 32″ S, 71° 14′ 16″ W | ?                |
| Casiri           | 5650 m | 17° 28′ 10″ S, 69° 48′ 50″ W | ?                |
| Yucamane         | 5550 m | 17° 11′ 2″ S, 70° 11′ 47″ W  | 1902             |
| Sarasara         | 5505 m | 15° 19′ 45″ S, 73° 26′ 44″ W | ?                |
| Huarancante      | 5420 m | 15° 43′ 49″ S, 71° 31′ 30″ W | ?                |
| Ticsani          | 5408 m | 16° 45′ 32″ S, 70° 35′ 51″ W | ?                |
| Huaynaputina     | 4850 m | 16° 36′ 54″ S, 70° 51′ 7″ W  | 1600             |

Zwischen Orcopampa und Andagua in der Region Arequipa befindet sich das Valle de los Volcanes mit etwa 80 kleinen Vulkankegeln, die jünger als 3000 Jahre sind.

## Mythologische Bedeutung
Die hohen Gipfel Südperus und Boliviens, so auch die schneebedeckten Vulkane beider Länder, gelten für die indigene Bevölkerung mindestens seit der Inkazeit als Wohnsitz der Apus. Diese Gottheiten sorgen für Schutz und einen geregelten Wasserhaushalt, der für die Landwirtschaft in dieser recht trockenen Region von entscheidender Bedeutung ist.
Zur Zeit der Inkas wurden Prozessionen zu vielen dieser Vulkane durchgeführt, damit die Apus den Bewohnern wohl gesinnt waren. Dabei bestiegen die Priester und ihre Gefolgsleute die Gipfel und brachten den Apus ihre Opfer dar, meist Lamas, nicht selten aber auch Menschenopfer. Als berühmtestes Beispiel dafür gilt der Vulkan Ampato, auf dessen Gipfel der mumifizierte, tiefgefrorene Körper eines jungen Mädchens entdeckt wurde. Sie wurde unter dem Namen Juanita zur archäologischen Sensation.